# جيسي لي (مغنية)
جيسي لي (بالإنجليزية: Jesse Lee)‏ هي مغنية وكاتبة غنائية أمريكية، ولدت في 1986.

## وصلات خارجية
- جيسي لي على موقع ميوزك برينز (الإنجليزية)
- جيسي لي على موقع أول ميوزيك (الإنجليزية)
- جيسي لي على موقع ديسكوغز (الإنجليزية)